# Wenger

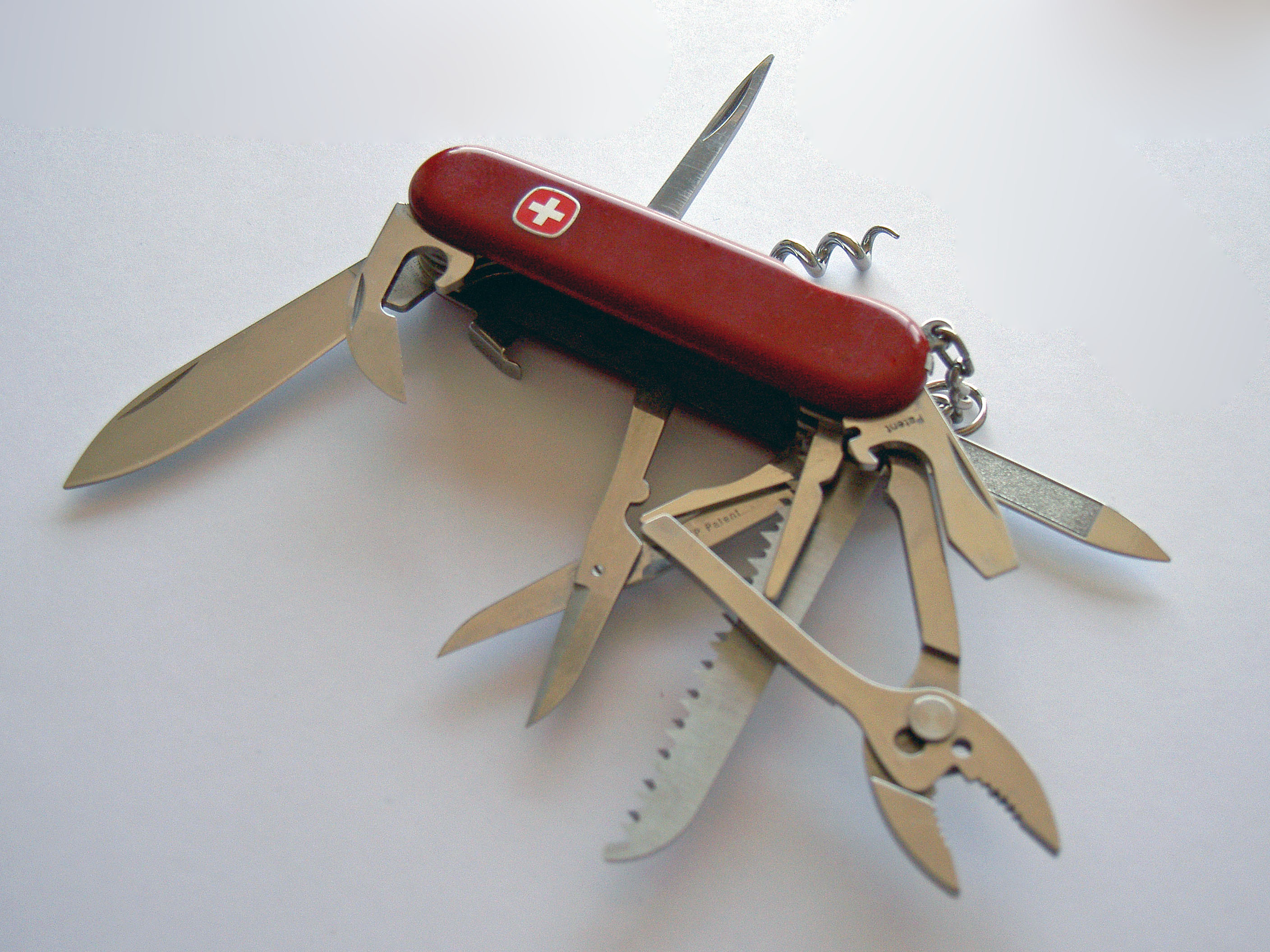
Un coltellino svizzero Wenger

Wenger è un'impresa svizzera fondata nel 1893 produttrice di orologi e articoli in licenza dopo aver prodotto per 120 anni, sino al 2013, coltellini multiuso. Questa attività è stata assorbita nel 2013 dalla Victorinox, l'azienda che l'ha acquisita nel 2005 e anch'essa produttrice di coltellini multiuso.

## Storia
Fondata nel 1893 da Paul Boéchat sotto il nome di "Paul Boéchat & Cie" ha la sua prima sede a Courtételle, nel Canton Giura. Due anni dopo (1893) la società cambia nome e diventa "Fabrique suisse de coutellerie S.A ". Il trasferimento della sede a Delémont, sempre nello Giura,  avviene nel 1900 con Theo Wenger nominato nel frattempo direttore. Nel 1901 l'azienda fornisce i primi coltelli da tasca all'esercito svizzero.
Theo Wenger acquista la società nel 1907 e le dà il nome "Wenger & Co. S.A.". È solo nel 1922, dopo avere già comprato un produttore di posate, che assume il nome definitivo "Wenger SA". Nel 1908 l'esercito svizzero, per evitare frizioni tra i cantoni che ospitano gli unici due fornitori di coltellini multiuso, Wenger e Victorinox (rispettivamente Canton Giura di lingua francese e Canton Svitto di lingua tedesca), opta per un compromesso fissando a metà la quota di acquisti da effettuare da ciascuna azienda. Con la morte di Theo Wenger, avvenuta nel 1929, le redini dell'azienda vengono rette da Kaspar Oertli e dai suoi eredi per più di 70 anni.
Dopo gli attentati dell'11 settembre a New York, la Wenger entra in difficoltà. La modifica delle norme di sicurezza aeroportuali che impedisce il trasporto di coltelli tascabili produce un forte calo nelle vendite (anche del 30-40% del fatturato) dei coltellini svizzeri nei negozi duty-free. Nel mese di aprile 2005 la società è acquistata dalla sua diretta concorrente Victorinox ma le due imprese continuano ad esistere in modo distinto dal punto di vista legale. I coltellini Wenger sono pubblicizzati come "Genuine Swiss Army Knife", i coltellini Victorinox come "Original Swiss Army Knife".
Wenger, che continua sempre a realizzare posate, inizia anche a sviluppare nuovi prodotti, principalmente strumenti multifunzionali per attività all'aria aperta, utilizzando come testimonial Ueli Steck e Mike Horn (in pratica l'azienda fornisce ai due i materiali per le loro rispettive sfide). Inoltre Wenger collabora con l'imbarcazione Alinghi fornendo ai marinai uno strumento multifunzionale adatto,  in un secondo tempo fornisce supporto alla Patagonia Expedition Race.
All'inizio del 2013 l'azienda smette di produrre (dopo 120 anni) coltelli da tasca con il proprio nome (sono integrati nella gamma dei prodotti Victorinox come la "collezione Delémont") concentrandosi esclusivamente sulla produzione di orologi e articoli in licenza come zaini, trolley e cinture.
Nel marzo 2016, durante l'Expo di Baselworld, al marchio Wenger viene assegnato il compito di indicare prodotti con valori svizzeri ad un prezzo ragionevole. Cambia anche slogan: "Una società svizzera dal 1893" dopo avere utilizzato per decenni "Maker of the genuine Swiss Army Knife". Nel 2017 Victorinox lancia un modello di coltellino svizzero chiamato "Wenger Red", con il logo e il nome Wenger e consegnato in una scatola con il logo e il nome Victorinox.

## I loghi
La differenza tra i coltellini multiuso per l'esercito svizzero delle due aziende è data dai loghi, entrambi croce bianca in campo rosso. Ma la croce della Victorinox è racchiusa in uno scudo con simmetria bilaterale, la croce della Wenger è rinchiusa in un diamante arrotondato con simmetria quadrilaterale. Nel gennaio 2017 è entrata in vigore in Svizzera la legge che consente di proteggere i marchi. Dando vita ad una battaglia legale sui loghi tra Victorinox-Wenger da una parte e Swissgear dall'altra. Swissgear è un'azienda fondata nel 2014 a Baar, nel Canton Zugo, di proprietà di un cinese, Hunter Lee, e con un croce bianca in campo rosso nel logo molto simile a quella della Wenger.